# 徐夢麟 (萬曆進士)
徐夢麟（1560年—？），字惟仁，號鍾岳，直隸寧國府宣城縣人，民籍，明朝政治人物。

## 生平
父徐應舉，太學生，有世德，仕至豐城縣主簿，累赠山東右參政，天启初，改贈南京太僕寺少卿。
萬曆十年（1582年）壬午科鄉試舉人，萬曆十四年（1586年）丙戌科進士。都察院观政，除河南長葛縣知縣，萬曆十六年（1588年）任杞縣知縣，遷南京兵部武库司郎中，出知河南府。值登州告倭警，改知登州。属吏有忤璫者，力為直之。擢青州兵备副使，尋提學通省，歷督粮參政、按察使，以母老終養，母卒，廬墓三年。起南太僕少卿，告歸卒，年七十六。
子徐淑宇，廪生，博雅工書，有東田诗集。

## 家族
曾祖徐瓏；祖父徐志昆；父徐應舉，曾任主簿。俱贈中議大夫山東布政使司右參政。母萬氏、王氏。慈侍下。兄夢鶴（庠生）、弟夢鲸。